# Flyer (segelbåt)

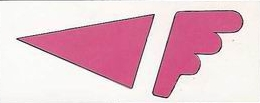
Segelmärke för båttypen Flyer.

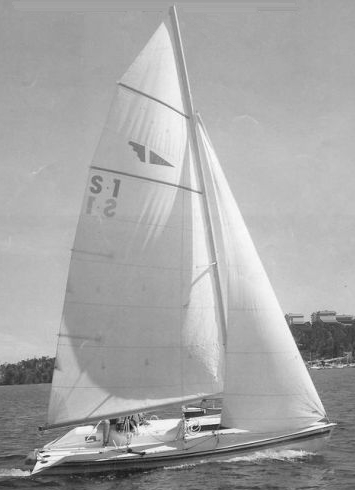
Segelbåtstypen Flyer.

Flyer är en segelbåt konstruerad av Hans Backman. Den är byggd för tremansbesättning med rorsman och gastar i trapets. Båten är snabb och livlig, planar lätt och farter upp mot 15 knop är möjliga på undanvind med spinnaker. 
Flyer var en föregångare i gruppen sportbåtar.

## Historik[1]
Flyer bygger på ett koncept som är hämtat från Nya Zeeland, kallat Trailer Sailer. I de trakterna av världen är man inte lika traditionsbundna kring segelbåtar som på norra halvklotet. Man förstod tidigt poängen med lätta, strykjärnsliknande båtar, också långt över jolle-storlekar. Flyerprojektet startades av Torkel Stillefors som arbetade två år med båtbyggeri i Nya Zeeland och tog med sig idén hem till Marin Park AB på Lidingö. Birger Törnqvist lät Hans Backman dra upp linjerna till en svensk variant på Trailer Sailer-konceptet.

## Designfilosofi
Flyern var en föregångare till segelbåtar av sportbåtstyp, såsom Melges 24, J/70, J/80, B&R_23, 11:Metre_One_Design, CB66 Racer, C55. Dessa båttyper har fått större spridning än Flyer i Sverige på senare tid, seglas fortfarande aktivt och samlar stora flottor vid sina regattor.
Designkoncept såsom:
- Övernattningsbar och trailerbar segelbåt.
- Lätt sjösättningsbar från en ramp.
- Mast som man reser utan mastkran.
- Utombordare på akterspegeln.

är något som man brukar referera till som "det fria båtlivet" 
| Konstruktör          | Hans Backman       |
| LYS-tal              | 1,18-1,22          |
| Längd överallt       | 6,52 m (21 fot)    |
| Längd i vattenlinjen | 5,80 m             |
| Bredd:               | 2,46 m             |
| Djupgående           | 0,20-1,55 m        |
| Deplacement          | 375-400 kg         |
| Skrov                | Plast              |
| Kölvikt              | 55kg/145 kg        |
| Kölmaterial          | Glasfiber-bly/Järn |
| Költyp               | Fällköl            |
| Roder                | Utanpåliggande     |
| Akter                | Negativ            |
| Masthöjd             | 10,00 m            |
| Kojplatser           | 4 st               |
| Prod. start          | 1986               |
| Prod. stop           | 1990               |
| Antal tillv          | 25st               |
| Storsegel            | 20,40 kvm          |
| Fock                 | 9,20 kvm           |
| Spinnaker            | 40,00 kvm          |
| Motor                | Utombordare        |

| Segelnummer | Nuvarande ägare (ort)                 | Tidigare ägare (Ort)    | Modifieringar      |
| ----------- | ------------------------------------- | ----------------------- | ------------------ |
| S 14        | Mattias Björk, 2017-07-21 (Mariestad) | P-G Franson (Västervik) | Roder från en CB66 |
|             |                                       |                         |                    |
|             |                                       |                         |                    |